# The Private Lives of Elizabeth and Essex
The Private Lives of Elizabeth and Essex is een Amerikaanse film uit 1939 onder regie van Michael Curtiz.

## Verhaal
Robert Devereux, de graaf van Essex, keert na een overwinning terug naar Engeland waar Elizabeth I hem opwacht. Ze is bang dat hij de macht overneemt en vernedert hem voor het oog van het publiek. Ze zet Walter Raleigh boven hem en hij daagt hem uit voor een onmogelijke missie...

## Rolverdeling
| Acteur              | Personage            |
| ------------------- | -------------------- |
| Errol Flynn         | Robert Devereux      |
| Bette Davis         | Koningin Elizabeth I |
| Olivia de Havilland | Penelope Gray        |
| Donald Crisp        | Francis Bacon        |
| Alan Hale           | Hugh O'Neill         |
| Vincent Price       | Walter Raleigh       |
| Henry Daniell       | Robert Cecil         |